# Бармино (Нижегородская область)

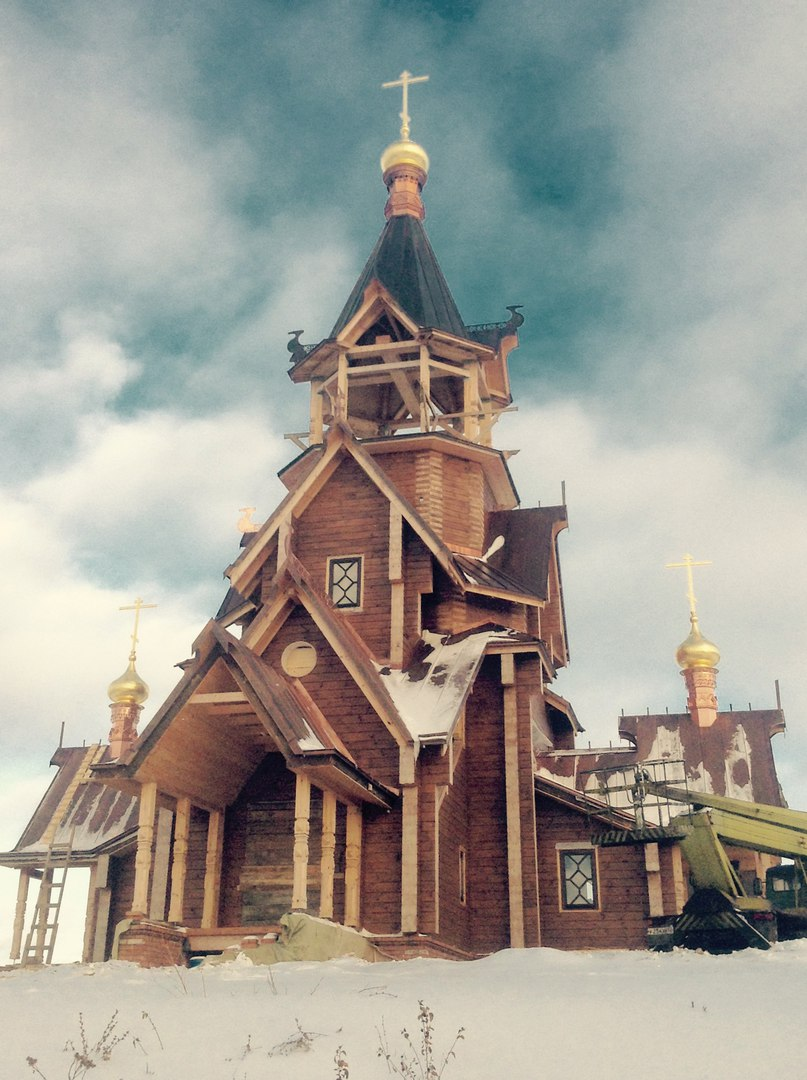
Церковь Троицы в с. Бармино

Бармино — село Нижегородской области, входящее в состав Лысковского района. Центр Барминского сельского совета. Историческое поселение регионального значения.

## География
Село Бармино находится в 125 км к востоку от Нижнего Новгорода по трассе M7. Стоит на правом берегу Волги.

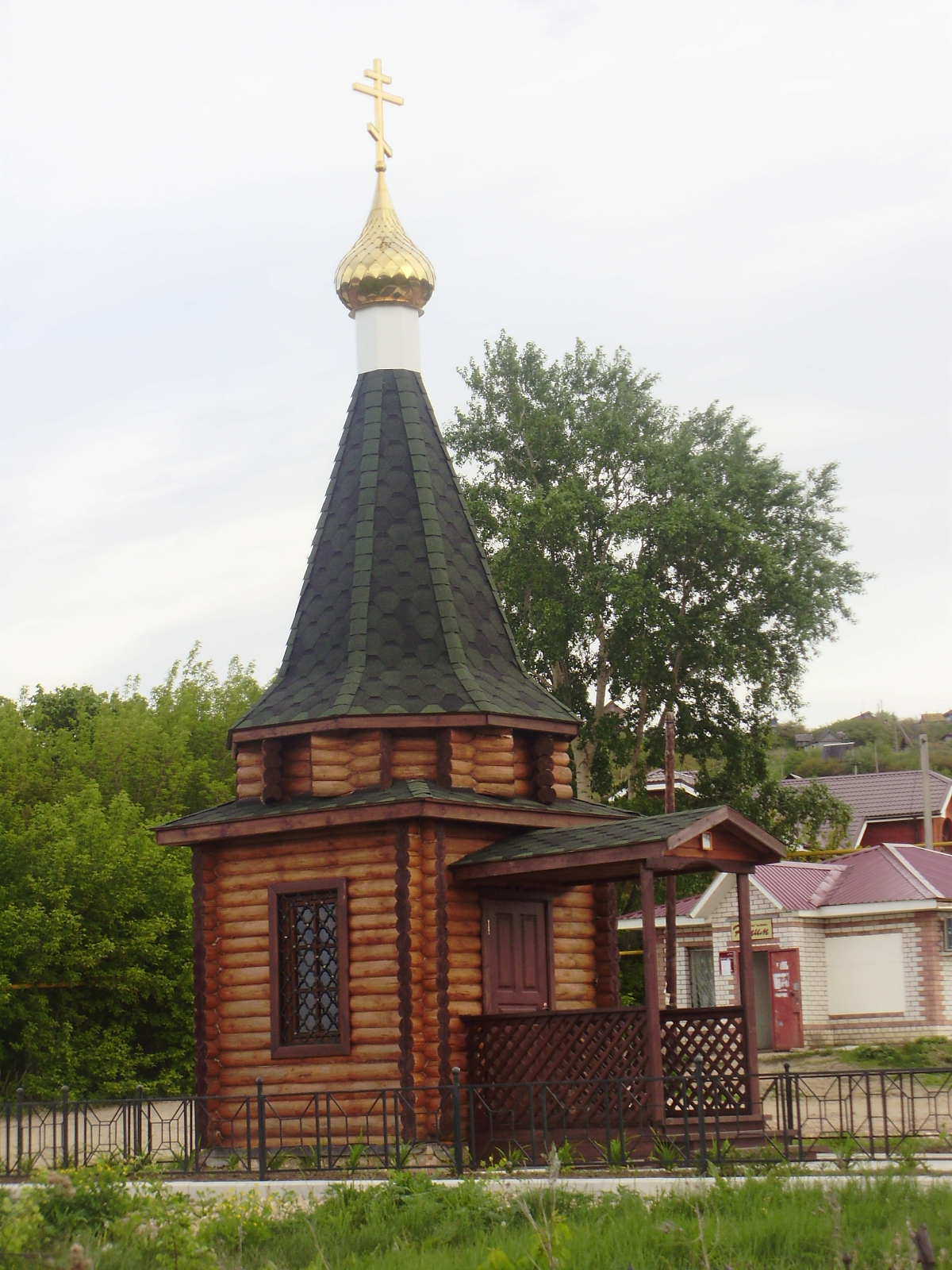
Часовня Троицы
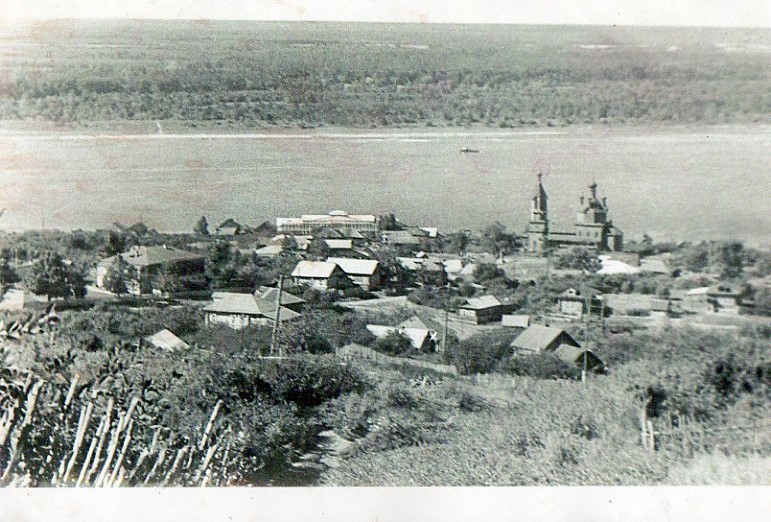
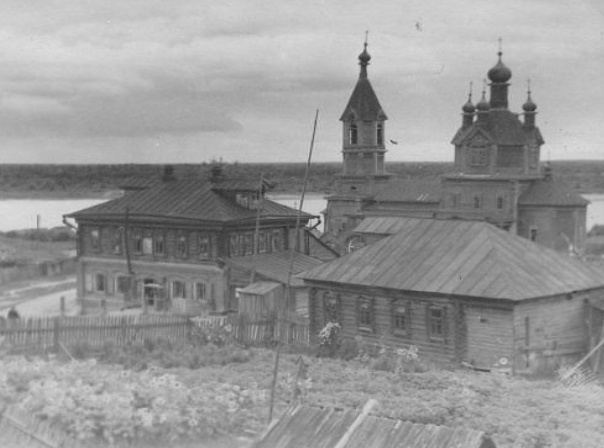

## Население
| 2002 | 2010  |
| ---- | ----- |
| 1573 | ↘1391 |

## История
Бармино впервые упоминается в жалованной грамоте царя Михаила Фёдоровича от 20 января 125 (1617) года, которая дошла до нас в составе Писцовой книги Лодыгина 1621-23 гг.
В царской грамоте читаем: «Государь царь и великий князь Михайло Федорович всеа Русии пожаловал боярина князя Ивана Михайловича Воротынского старою отца ево вотчиною в Нижегородцком уезде в Закудемском стану село Княинино да к тому селу деревни…на берегу реки Волги Исады Злобинские, селище Кременки, селище Бармино, селище Фокино,…».
В самой Писцовой книге Лодыгина 1621—1623 гг. говорится, что село Троицкое (Бурмино) на реке Волге «ставилось ново», «…а в селе церковь Живоначальные Троицы, а церковь и в церкве образы и книги и колокола и сосуды церковные князя Ивана Михайловича», «…да в селе ж в Троицком в Бурмине кабак, збирают на вотчиника, на боярина на князя Ивана Михайловича» Воротынского.
Затем Бармино упоминается в духовной грамоте князя Ивана Михайловича Воротынского: «…в Нижегородцком уезде село Княинино з деревнями, да сельцо Воротынескъ, да сельцо Троецкое Бармино то ж, да Фокино селище и Кременки с пустошьми». Духовная датирована 1626—1627 гг."
В конце XVII века, род Воротынских прервался, и их вотчины был отписаны в дворцовое ведомство. В 1700 году, 23 августа государь Петр I пожаловал Барминскую волость своему сподвижнику графу Ф. А. Головину — генерал-адмиралу, первому кавалеру ордена Андрея Первозванного.
После того, как церковь сгорела[когда?], долгое время село оставалось без храма. В 90-е годы был организован молельный дом. 23 августа 2015 года епископ Лысковский и Лукояновский Силуан совершил закладку храма в честь Пресвятой Троицы в селе Бармино Лысковского района в историческом месте села..

## Легенды
С названием села связано несколько легенд.
В частности, бытует мнение, что на его месте в прошлом обитали инородцы, которые исповедовали религию браминов. На возвышенном месте стоял языческий храм — капище Брамы, одного из богов. Поэтому поселение получило такое название (Брамино).
По другой из легенд, основателем Бармино является Барма- строитель Храма Василия Блаженного.
Более распространенной легендой, связанной с возникновением названия считается Легенда о разбойнике Барме, жившем в 30-е годы XVII века (по другим данным XVI в). Сбежавший крестьянин Матюшка Артемьев из Большого Мурашкина расположился на берегу Волги и начинает промышлять разбоем, грабя проплывавшие суда купцов. По мнению местного краеведа Вячеслава Петровича Юрлова, прозвище Барма является синонимом злодея и полностью ассоциируется с понятиями разбойник, беззаконник, а людей, промышлявших грабежами на воде, стали называть бармалеями (барма + лей). На мордовском языке «лей» означает: река, вода. То есть «бармалей» — это речной разбойник, соответствующий морскому — «пират».
«Громкая слава о Барме шла по всей реке русской от Нижнего до Казани, а то и далее — по притокам там и заволжской стороне. И не было среди господ да хозяев барок и паузков волжских, пожалуй, ни одного такого богача, которого бы не пощупали разбойники Бармины. В ночной тиши быстро скользила по водной глади легкая на ходу лодка, бесшумно причаливали разбойники к борту плывущей баржи, и тут же разбегались они по палубе… Мгновение — и скручен задремавший сторожевой, а у выхода из каюты уже застыли вооруженные разбойники. Атаман строго приказывал растерявшемуся и перепуганному хозяину сдать без сопротивления все самое ценное. Владельцу судна ничего не оставалось, как раскошелиться и безмолвно выполнить требование предводителя грозной шайки»..

При очередном разбое, купцы, проплывавшие мимо, убили Барму. В память об этих событиях в этих местах основали село под названием Бармино.